# John Williams Walker
John Williams Walker (Amelia megye, 1783. augusztus 12. – Huntsville, 1823. április 23.) az Amerikai Egyesült Államok szenátora (Alabama, 1819–1822).